# The Fountainhead
The Fountainhead (på dansk Kun den stærke er fri) er en roman af Ayn Rand skrevet i 1943. Det er Rands gennembrudsroman og en økonomisk succes med over 6,5 millioner solgte eksemplarer.
Romanen handler om arkitekten Howard Roarks liv og kamp for sine idealer som skabende menneske. Bogen blev oversat og udgivet på dansk første gang i 1958.

## Plot
Handlingen foregår i New York med enkelte udstikkere til andre dele af USA i 1920'erne og 1930'erne og handler om to typer af mennesker. De stærke, i romanen kaldet ”de skabende”: Howard Roark, arkitekt, hans forbillede, arkitekten Henry Cameron, Steven Mallory, billedhugger, og Gail Wynand, millionær, selfmade mand, ejer af The New York Banner og andre aviser. Det ender dog med at Gail Wynard ikke kan stå distancen.
De svage, ”snylterne”: Peter Reading, også arkitekt og jævnaldrende og studiekammerat med Howard Roark, Catherine Halsey, en lille grå mus, i en periode kæreste med Peter Reading, men hun svigtes til fordel for Dominique Francon og ender som leder i en velgørende organisation. Modearkitekten Guy Francon, også kendt levemand i overklassen. Elsworth Toohey, en indflydelsesrig intellektuel og humanist på kommunistisk grundlag, en hykler og et magtmenneske. Han skriver i The New York Banner og i diverse tidsskrifter om arkitektur og om moralske og politiske emner. Som led i en langsigtet plan om at få magten over The New York Banner og politisk magt har Elswoth Toohey skabt forskellige grupper og råd af forfattere, journalister og arkitekter som alle er svage og snyltere fordi de ligger under for Elsworth Toohey
Som en vigtig kvindelig hovedperson som ikke kan placeres som skabende, men som stærk, er Dominique Francon, journalist og rig society-pige, datter af den kendte og populære arkitekt Guy Francon. Hun lever i første omgang som journalist på The New York Banner, men rager uklar med redaktionen og bliver fyret inden hun når at sige op. Hun hører også til i gruppen af de stærke fordi hun er åndsbeslægtet med Hoard Roark fra sig første møde med ham og til romanens slutning.
Hovedhandlingen drejer sig om Howard Roarks kompromisløse kamp for at skabe selvstændig og helt personlig arkitektur. Hans forestillinger om arkitektur ligger uden at det siges direkte, tæt op ad idealerne hos Bauhaus, og hans byggestil gør op med tidens tendenser hvor f.eks. banker skal ligner bygninger fra antikken eller renæssancen. I mange tilfælde mister han kunder fordi han ikke vil ændre noget som helst efter kundens ønsker, og i andre tilfælde udsættes hans bygninger og person for hetz fra alle sider, men især fra Elsworth Tooheys. Han har få støtter for det er primært ham som er den stærke der løfter og bærer de andre, men det lykkes ham dog at få gang i sin karriere. Højdepunktet er da Howard Roark sprænger et socialt boligbyggeri i luften som han har tegnet i Peter Keatings navn, men med den klausul at Peter Keating ikke må gå med på nogle ændringer overhovedet, han skal stå inde for Howard Roarks plan. Den prøve består Peter Keating ikke, han er en af de svage og en snylter, for det lykkes Elsworth Toohey at få et par af sine folk på projektet, og de gennemtvinger en række ændringer. Howard Roark lader sig arrestere på gerningsstedet, og i den efterfølgende retssag får han under sit forsvar lejlighed til at komme med sit credo som det er nærliggende at tro også er Ayn Rands.
På det personlige plan er hovedhandlingen trekantsdramaet Howard Roark, Dominique Francon og Gail Wynard med et kort intermezzo hvor Dominique er gift med Peter Keating. Ordløst bliver Howard og Dominique betaget af hinanden, da Dominique ser ham som arbejder i et stenbrud. Oppe fra kanten ser hun ned på ham og han op på hende, og det feterede pigebarn falder pladask for den maskuline styrke hos Howard og hans foragtelige blik – det er hun ikke vant til. Kort efter indleder de et forhold der begynder med at Howard til hendes fulde tilfredsstillelse voldtager hende. Det er svært helt at gennemskue hvad der binder dem sammen. Ud over sex er det foragt, smerte, udholdenhed, lidelse, stolthed, og forholdet er skjult. For at straffe sig selv, Howard og for at afprøve sin egen styrke og Howards, gifter Dominique sig først med Peter Keating, dernæst med Gail Wynard som hun i lang tid tror, er af samme kaliber som Howard. Da Gail ikke består prøven og vælger at gå på kompromis for at redde sin avis, forlader Dominique ham, og hun offentliggør forholdet til Howard gennem helt bevidst at skabe en skandale der også skal bane vejen for en skilsmisse fra Gail Wynard.

## Tema
Romanens tema udfoldes i Howard Roarks forsvarstale i retten, og når man læser den, forstår man godt hvorfor Ayn Rand og hendes værker har fået en renæssance i liberale kredse i USA og Europa. Verden består af to typer af mennesker: de skabende og snylterne, og den historiske udvikling er kampen mellem individet og kollektivet. Det er det skabende menneske der ud fra sin egen individuelle trang i sit jeg skaber menneskehedens fremskridt: ilden, hjulet, dampvæven, flyvemaskinen, og disse opfindelser skabes ikke af medlidenhed eller af næstekærlighed til menneskeheden: ”jeget er motivet og drivkraften”. Det medfører blandt andet den opfattelse at den der skaber, lever for sit arbejde, lige som Howard Roark gør det gennem hele romanen, og derfor har skaberen ikke brug for andre mennesker, han er uafhængig: ”Hans livsmål findes i ham selv”.
For snylteren gælder andre forhold, siger Howard Roark. Snylteren skaber ikke noget selv, men stjæler fra de skabende eller ødelægger de skabendes værker. Howard Roark forestiller sig at det menneske der opfandt hjulet blev straffet for det af snylterne og hugget i stykker og lagt på det. Snylteren er afhængig af andre mennesker og gør en dyd af at være enig med andre, og han tror at mennesket skal leve for andre og stille andre over sig selv. Denne vranglære om altruisme er ifølge Howard Roark farlig for ”dermed blev mennesket uigenkaldeligt bundet til andre mennesker og havde kun valget mellem to former for lidelser – han kunne lide for andres skyld eller påføre andre lidelser for sin egen skyld.” Det er opgør med de to store totalitære bevægelser i Europa i 1930’erne: fascismen og kommunismen, og Howard Roark nævner direkte at kollektivismen er i færd med at ødelægge Europa, og at den er i færd med at opsluge USA. Alligevel står USA som et modbillede fordi det blev skabt på den enkeltes ret til at søge sin egen lykke. Derudover indeholder talen rendyrkede liberalistiske forestillinger om forholdet mellem mennesker der sælger og køber; begge parter er frie og uafhængige og indgår kun i det gensidige forhold fordi begge drager fordel af det.
Det er en kollektiv roman i den borgerlige forståelse. Den handler om en gruppe af enkeltindivider, ikke om en grupper af mennesker eller klasser der står over for hinanden, og for at vi kan forstå og følge hvad personerne tænker og føler, er der også indresyn på dem; næsten filmisk når synsvinklen skifter mellem hvad fx to personer i en dialog oplever.
Fortælleren tilstræber at være objektiv, læseren skal selv kunne dømme personerne på deres handlinger, deres tanker og motiver; men der er i sprog og i karaktertegningen noget triviallitteratur over fremstillingen. Alene gennem skildringen af personernes ydre forstår man hvem der er gode. Det er de ranke og dem der hviler i sig selv, og som taler med klar røst, og jo mere slap og svag Peter Keating bliver jo mere lider han, og hans stemme bliver mere og mere tonløs.